# Yola enigmatica
Yola enigmatica är en skalbaggsart som beskrevs av Omer-cooper 1954. Yola enigmatica ingår i släktet Yola och familjen dykare. Inga underarter finns listade i Catalogue of Life.